# Glitiškės
Glitiškės (polonais : Glinciszki) est un village appartenant au district de Vilnius en Lituanie. Il est situé sur la rive orientale du lac Širvys. Selon le recensement de 2011, il abritait 549 habitants.
Le village a été le site du massacre de plusieurs dizaines de villageois polonais par la police lituanienne en 1944,.

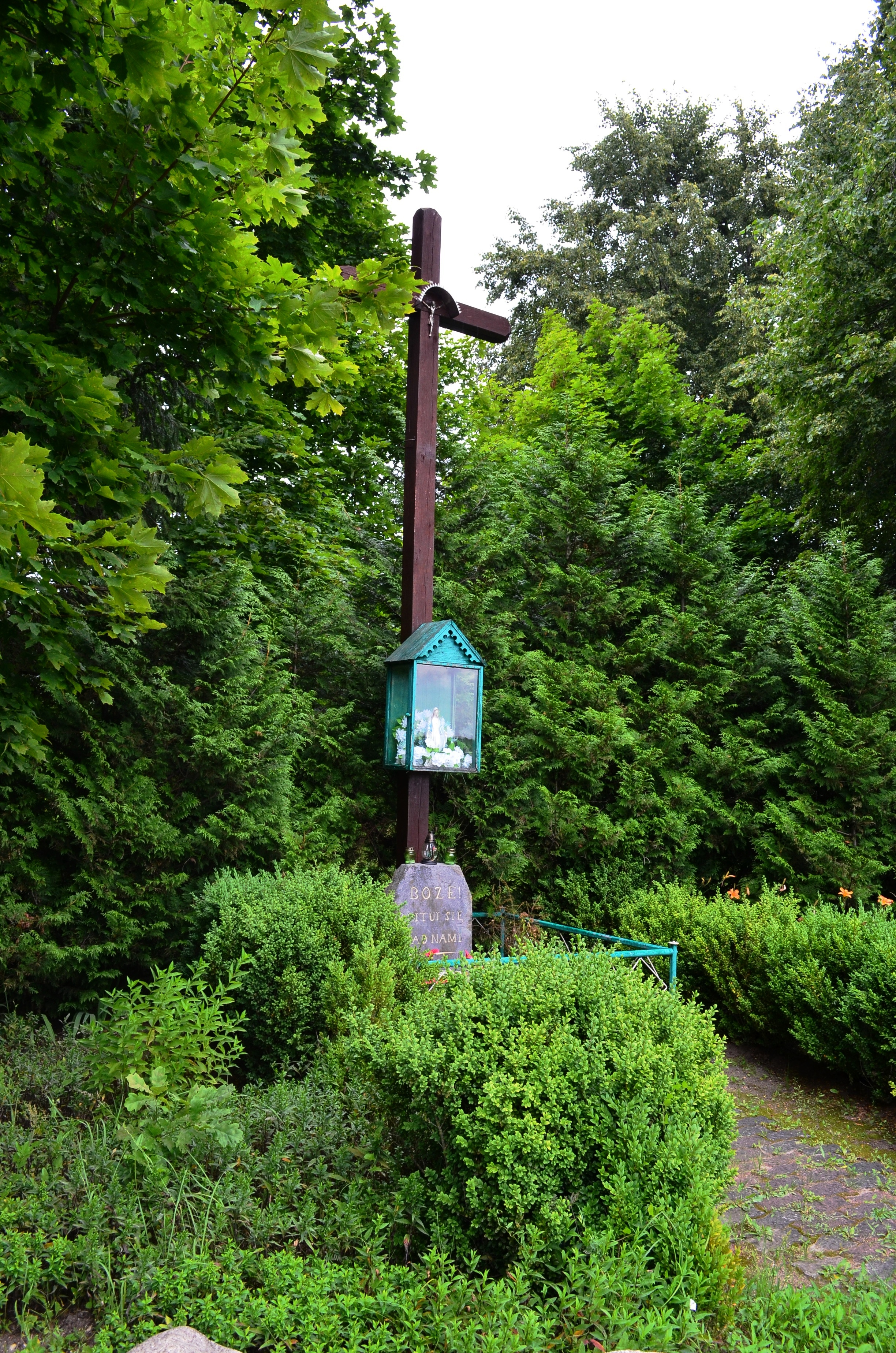
Croix commémorant le massacre de Glitiškės